# Radio Congo Belge
Radio Congo Belge was een radio-omroeporganisatie in Belgisch-Congo (tegenwoordig Democratische Republiek Congo) die een belangrijke rol speelde in de vroege ontwikkeling en popularisering van Congolese rumbamuziek in heel Afrika in de nasleep van de Tweede Wereldoorlog.

## Geschiedenis
Radio Congo Belge werd opgericht in Leopoldstad (het huidige Kinshasa) als een middel om nieuws en propaganda uit te zenden naar de blanke bevolking van Congo en het door Duitsland bezette België in de Tweede Wereldoorlog. Er werd voor het eerst uitgezonden op 1 oktober 1940. 
Deze rol werd echter in mei 1943 overgenomen door Radiodiffusion nationale belge (RNB), die eveneens uitzond vanuit Leopoldstad, en Radio Congo Belge richtte zich meer op uitzendingen binnen de kolonie. Het speelde een belangrijke rol bij het verschaffen van toegang aan Congolese muzikanten tot buitenlandse muzikale invloeden. Het was vooral invloedrijk bij de introductie van Afro-Cubaanse muziek in Congo via groepen als Septeto Habanero en Trio Matamoros.
Volgens historicus Gary Stewart heeft Radio Congo Belge, samen met Radio Brazzaville en Congolia, "bijgedragen aan de kritische mix van muziek die vorm kreeg aan de oevers van de Congo-rivier". Het station wordt ook beschreven als een "belangrijke promotie-afzetmarkt voor lokale muziek", waardoor veel Congolese bands en opnamestudio's konden ontstaan.
Na de onafhankelijkheid van Congo-Leopoldstad in 1960 werd de zender omgedoopt tot Radiodiffusion Congolaise ("Congolese Radio-omroep"). Andere radiodiensten uit die periode waren onder meer OTC en Radio Léopoldville.

## Verder lezen
- Pauwels-Boon, Greta (1979). L'Origine, l'évolution et le fonctionnement de la radiodiffusion au Zaire de 1937 à 1960. Koninklijk Museum van Centraal-Afrika, Tervuren.